# 페트로베트남
베트남 석유가스 그룹 또는 페트로베트남은 베트남의 국영기업으로 석유와 가스 산업에 주력하고 있다.